# Evolve 4.0
Evolve 4.0はKen Staufferが開発したオープンソースの人工生命シミュレーションソフトウェアである。多数のデジタル生物が存在する仮想環境を提供するソフトウェアであり、この環境内でデジタル生物同士が相互に影響を与え合いながら資源を求めて競合し、自己複製を行い、進化していく。このバージョンは2006年5月にリリースされたものである。Windows版とLinux版(バッチモードユーティリティを使用)が用意されている。
Evolve 4.0は数千のデジタル生物の何十億もの生死をシミュレートするように設計されている。このレベルの処理を実現するため、デジタル生物の生息する世界は二次元のグリッドに単純化されている。

## 遺伝
進化する個々のエージェントには自分自身の一生(生活環)を制御するプログラムが含まれている。どのように自己複製し、移動し、食物を摂取し、環境と相互作用していくかは、この遺伝子プログラムによって制御される。Forthによく似たこのプログラム言語は KFORTH と呼ばれる。すべてのプログラムは単純な表形式にコンパイルされ、容易に突然変異したり、(有性生殖を介した場合には)混合されるようになっている。

## シミュレートされる世界
進化は単純な二次元グリッド内で発生する。グリッドで区切られた領域内には、細胞や胞子、障害物や食物などが含まれる(或いは、何もない状態も取りうる)。個々の生物は、食べたり、見たり、移動したり、成長したり、胞子を生成したり、といった単純な行動を行う。

## 細胞
デジタル生物は１つかそれ以上の細胞で構成される。これらの細胞は同じ遺伝子プログラムを共有する。細胞の特殊化は、異なるセルがプログラムの異なる部分を実行することで発生する。

## 胞子
胞子により自己複製が可能となる。新しい生物は、親となる生物が胞子を生成することによって発生する。無性生殖と有性生殖の両方がサポートされている。

## 有機物
食物はグリッド上に生成される。食物の生成ルールは、ある生物が別の生物を捕食した際に何が起きたかに基づいている。たいていの場合、捕食者はいくつかの細胞を食べ残す。この残された細胞が有機物(あるいは食物)になる。

## 障害物
ユーザはマウスを用いて障害物を描くことができる。障害物は二次元グリッドを複数の異なる部分に分割する役目を持っている。

## ユーザインターフェース
本システムではシミュレーションを生成したり、それを実行したり、生物が進化するのを観察したりすることが可能である。また、生物を調査し、それらの遺伝子プログラムを確認することもできる。プログラムを１ステップずつ実行することにより、スタック領域やレジスターの内容を確認することもできる。ブレークポイントが設定できる点もデバッグを容易にしている。
「3D view」では、世界を３次元の状態で観察することができる。